# Харисон (Небраска)
Харисон (енгл. Harrison) град је у америчкој савезној држави Небраска.

## Демографија
По попису из 2010. године број становника је 251, што је 28 (-10,0%) становника мање него 2000. године.
| Група             | 2000.       | 2010.       |
| Белци             | 275 (98,6%) | 243 (96,8%) |
| Афроамериканци    | 0 (0,0%)    | 0 (0,0%)    |
| Азијати           | 0 (0,0%)    | 0 (0,0%)    |
| Хиспаноамериканци | 2 (0,7%)    | 4 (1,6%)    |
| Укупно            | 279         | 251         |